# Arena of Valor World Cup
Giải vô địch Liên Quân Mobile  (tiếng Anh: Arena of Valor) hay còn được gọi ngắn gọn là AWC là giải đấu thuộc bộ môn thể thao điện tử Liên Quân Mobile (từ năm 2022). Do ảnh hưởng của đại dịch COVID-19, kể từ giải đấu Arena of Valor Premier League 2020 sẽ được tổ chức dưới hình thức trực tuyến. Giải đấu thường diễn ra từ cuối tháng 6 đến giữa tháng 7 hàng năm. Nhưng kể từ năm 2022, AWC được thay đổi thời gian với Arena of Valor International Championship (Viết tắt: AIC) để diễn ra từ tháng 11 đến tháng 12 hàng năm.

## Các mùa giải
| Năm  | Thời gian                        | Tiền thưởng (USD)                                                   | Số đội                                                              | Địa điểm                                                                            | Vô địch                                                                             | Tỉ số                                                                               | Á quân                                                                              | Hạng 3                                                                              | Hạng 4                                                                              |
| ---- | -------------------------------- | ------------------------------------------------------------------- | ------------------------------------------------------------------- | ----------------------------------------------------------------------------------- | ----------------------------------------------------------------------------------- | ----------------------------------------------------------------------------------- | ----------------------------------------------------------------------------------- | ----------------------------------------------------------------------------------- | ----------------------------------------------------------------------------------- |
| 2018 | 17-28 tháng 7 năm 2018           | 550.000                                                             | 12                                                                  | Los Angeles                                                                         | ahq eSports Club                                                                    | 4-3                                                                                 | IT.City Bacon                                                                       | J Team                                                                              | Dawn Raid                                                                           |
| 2019 | 27 tháng 6 - 14 tháng 7 năm 2019 | 500.000                                                             | 12                                                                  | Đà Nẵng, Việt Nam                                                                   | Team Flash                                                                          | 4-3                                                                                 | MAD Team                                                                            | BOX Gaming; ahq eSports Club (Đồng hạng 3)                                          |                                                                                     |
| 2020 | 1 tháng 6 - 1 tháng 7 năm 2020   | Được tổ chức tại Indonesia nhưng đã bị hủy bỏ do đại dịch COVID-19. | Được tổ chức tại Indonesia nhưng đã bị hủy bỏ do đại dịch COVID-19. | Được tổ chức tại Indonesia nhưng đã bị hủy bỏ do đại dịch COVID-19.                 | Được tổ chức tại Indonesia nhưng đã bị hủy bỏ do đại dịch COVID-19.                 | Được tổ chức tại Indonesia nhưng đã bị hủy bỏ do đại dịch COVID-19.                 | Được tổ chức tại Indonesia nhưng đã bị hủy bỏ do đại dịch COVID-19.                 | Được tổ chức tại Indonesia nhưng đã bị hủy bỏ do đại dịch COVID-19.                 | Được tổ chức tại Indonesia nhưng đã bị hủy bỏ do đại dịch COVID-19.                 |
| 2021 | 19 tháng 6 - 18 tháng 7 năm 2021 | 500.000                                                             | 16                                                                  | Online                                                                              | dtac Talon Esports                                                                  | 4-3                                                                                 | Most Outstanding Player                                                             | Saigon Phantom                                                                      | MAD Team                                                                            |
| 2022 | 1 tháng 10 năm 2022              | 10.000.000                                                          | 16                                                                  | Bị hủy bỏ. Được thay thế bởi Honor of Kings International Championship và APL 2022. | Bị hủy bỏ. Được thay thế bởi Honor of Kings International Championship và APL 2022. | Bị hủy bỏ. Được thay thế bởi Honor of Kings International Championship và APL 2022. | Bị hủy bỏ. Được thay thế bởi Honor of Kings International Championship và APL 2022. | Bị hủy bỏ. Được thay thế bởi Honor of Kings International Championship và APL 2022. | Bị hủy bỏ. Được thay thế bởi Honor of Kings International Championship và APL 2022. |

### AWC 2018
Giải vô địch Liên Quân Mobile thế giới 2018 (tiếng Anh: 2018 Arena of Valor World Cup) hay còn được gọi ngắn gọn là AWC 2018 là giải đấu vô địch thế giới thuộc bộ môn thể thao điện tử Liên Quân Mobile lần đầu tiên được tổ chức. Giải đấu diễn ra từ ngày 17 tháng 7 đến 28 tháng 7 năm 2018.
Đội tuyển Hàn Quốc (với nòng cốt là các thành viên của đội tuyển ahq eSports Club) chính thức trở thành nhà vô địch thế giới đầu tiên sau chiến thắng kịch tính 4–3 trước Thái Lan.

### AWC 2019
Arena of Valor World Cup 2019 là giải đấu vô địch thế giới thuộc bộ môn thể thao điện tử Liên Quân Mobile lần thứ hai được tổ chức. Lần đầu tiên, Việt Nam trở thành nước chủ nhà duy nhất của một giải thể thao điện tử cấp độ thế giới. Giải đấu khai mạc ngày 27 tháng 6, bế mạc ngày 14 tháng 7 năm 2019 tại Cung thể thao Tiên Sơn, Đà Nẵng.
Hàn Quốc là đương kim vô địch, nhưng đội tuyển đại diện cho khu vực này bị loại ngay từ vòng bảng. Trong khi đó, các thành viên của họ tại 2 đội tuyển của khu vực Thái Lan bị loại ở tứ kết và bán kết.

Đội tuyển Việt Nam (Team Flash) chiến thắng đội tuyển Đài Bắc Trung Hoa với tỷ số 4-3 trong trận chung kết. Đây là lần đầu tiên Việt Nam vô địch thế giới ở một bộ môn thể thao điện tử.

### AWC 2021
Giải vô địch Liên Quân Mobile thế giới 2021 (tiếng Anh: 2021 Arena of Valor World Cup) hay còn được gọi ngắn gọn là AWC 2021 là giải đấu vô địch thế giới thuộc bộ môn thể thao điện tử Liên Quân Mobile lần thứ ba được tổ chức. Do ảnh hưởng của đại dịch COVID-19, đây sẽ là giải đấu thứ ba được tổ chức dưới hình thức trực tuyến sau Arena of Valor Premier League 2020 (giải đấu thay thế Arena of Valor World Cup 2020) và Arena of Valor International Championship (AIC) 2020. Giải đấu diễn ra từ ngày 19 tháng 6 đến 18 tháng 7 năm 2021.
Team Flash trở thành nhà đương kim vô địch thứ hai bị loại ngay từ vòng bảng, sau Hàn Quốc tại AWC 2019. Trong khi đó nhà vô địch giải quốc tế trước đó của Liên Quân Mobile (AIC 2020) là TPE MAD Team đã giành vị trí thứ tư sau khi thua VN Saigon Phantom 1–4 trong trận bán kết nhánh thua.
dtac Talon Esports đã trở thành nhà tân vô địch của giải đấu sau chiến thắng 4–3 trước TPE Most Outstanding Player và bảo toàn thành tích bất bại trong cả giải đấu cũng như trở thành đội tuyển đầu tiên vô địch khi ở trên nhánh thắng (tính cả ở giải AIC). Họ cũng là đội tuyển Thái Lan đầu tiên vô địch kể từ khi hệ thống giải đấu quốc tế chuyên nghiệp của Liên Quân ra đời.

Erez đã đoạt giải người chơi xuất sắc nhất trận chung kết, anh cũng nằm trong đội hình tiêu biểu của giải cùng với Kawhi, Bang, IPodPro và Kevin.

## Khán giả
| Năm  | Tổng lượt xem | Tổng giờ xem | Lượt xem cao nhất tại 1 thời điểm | Nguồn       |
| ---- | ------------- | ------------ | --------------------------------- | ----------- |
| 2018 | 33.000.000    | 3.498.445    | 306.226                           | [ 5 ]       |
| 2019 | 74.000.000    | 13.915.950   | 764.358                           | [ 6 ]       |
| 2021 | 118.000.000   | 18.968.521   | 550.057                           | [ 7 ] [ 8 ] |